# Laíika
Laíika (Laiika) är en ort i Grekland.   Den ligger i prefekturen Messenien och regionen Peloponnesos, i den södra delen av landet, 180 km sydväst om huvudstaden Aten. Laíika ligger 69 meter över havet och antalet invånare är 716.
Terrängen runt Laíika är varierad. Havet är nära Laíika åt sydväst. Runt Laíika är det ganska tätbefolkat, med 214 invånare per kvadratkilometer. Närmaste större samhälle är Kalamata, 2,9 km sydost om Laíika. 